# 貧乳
貧乳（ひんにゅう）とは、女性の乳房が小さいこと。また、そのような女性。

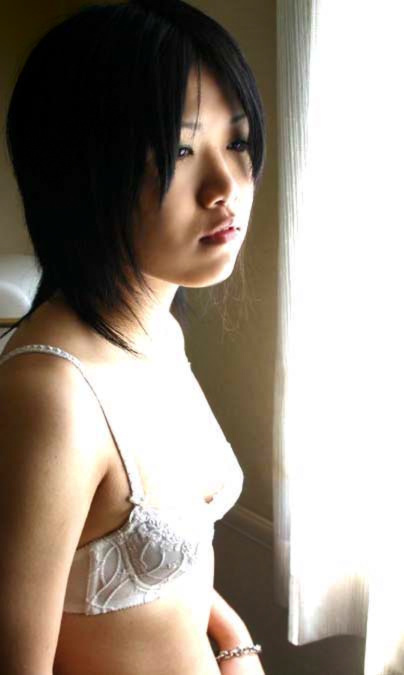
白いAA65のブラジャーを着た女性

## 概要
一般に幼女のうちは乳房も隆起しておらず、このような状態は通常、貧乳とは呼ばない。平らな乳房は初経を挟んだ約4年間の間に膨らんで（成長して）大人のバストになるが、この時期にあまり膨らまないと貧乳となる。なお貧乳でも、栄養をしっかり摂取すれば母乳は出る。
ペチャパイ、乳房発育不全とも呼ぶ。『日本俗語大辞典』は類語として「コイン、ナイン、粗乳、ノンタッチ、微乳、ぺちゃぱい、ロッカー」を挙げる。また、『消えゆく日本の俗語・流行語辞典』はペチャパイの類語として「ナイン、洗濯板」を挙げる。
2010年代以降は、「貧乳」を「品乳」と言い換えたり、小さめのバストをシンデレラバストと呼ぶ向きもある。『AERA』2015年7月6日号の報道によると、小さいサイズの胸専門のランジェリーブランド「feast by GOMI HAYAKAWA」のデザイナー・ハヤカワ五味が、洋服などの小さいサイズを表す「シンデレラサイズ」からインスピレーションを得て2014年に作った言葉がシンデレラバストである。

### 成長と個人差
一般に乳房は、初経の前後約4年間に女性ホルモンが分泌されることによって成長する。この時期に女性ホルモンの量が不足すると、乳房の成長は妨げられる。過度な運動やダイエット、ダイエット目的の偏食、あるいは恒常的なストレスにより、女性ホルモンの分泌は妨げられる。以上の点に注意して、十分な栄養を摂取しても乳房が成長しないとすれば、それは遺伝の影響による個人差である。

## 文化的背景

### 日本

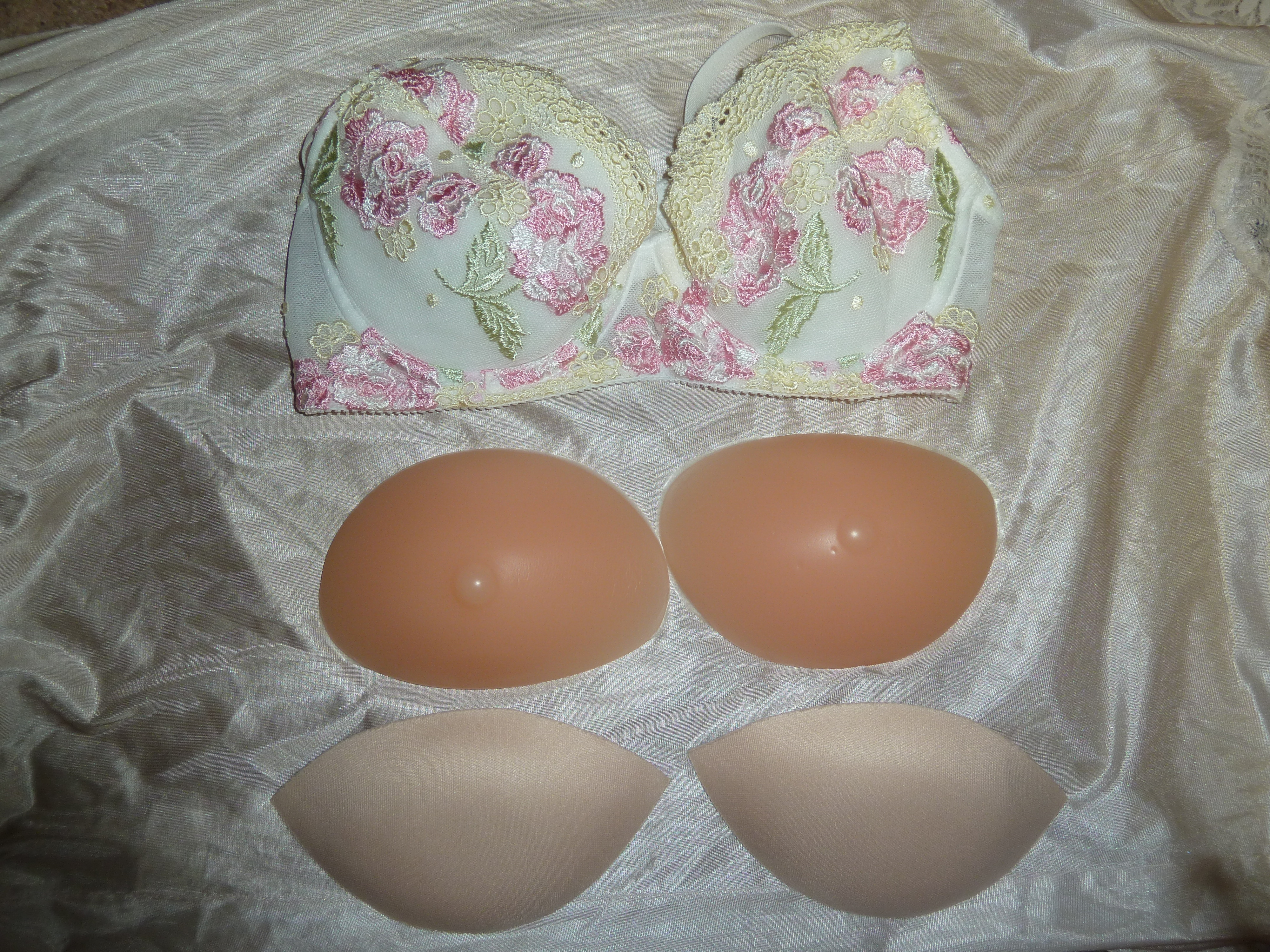
ブラジャーの中に入れるパッドの例

江戸時代には巨乳よりも貧乳がもてはやされた。貧乳の方が感度が良い、あるいは巨乳の女性はバカであると思われていたと『いろの辞典』は記す。巨乳の女性は乳布という布で胸を押さえ、小さく見せていた。
1960年代くらいまでは大きな乳房はコンプレックスの対象になることがあった。アグネス・チャンは豊かなバストを押さえるべく、さらしを巻いていたという逸話もある。1970年代頃からは、洋装が完全に定着したこともあり、大きな乳房がコンプレックスになることは少なくなっている。
日本人の女性の平均カップサイズの割合（2014年）
逆に現在では、貧乳に対してコンプレックスを抱くケースが増えており（このため、パッドや固形ジェルを乳房にあてることで乳房が大きいように見せる女性もいる）、バストアップ（バストの成長期である初経の前後約4年間及び妊娠中から出産直後はバストの成長をなお一層活発化させ、それ以外で大人のバストになっている女性はバストサイズを現在の値より大きくしようとする）に努めるようになってきている。
下着メーカートリンプの日本法人が行った、トリンプ「ボディサイズの理想と現実アンケート(2005)」によると、胸のボリュームを出したいと答えた女性が34%だったのに対して、ボリュームを抑えたいと答えた人は5%となっている。日本人の女性の平均カップサイズは、トリンプ調査によると以下のように推移している。
| 調査年             | Aカップ | Bカップ | Cカップ | Dカップ | Eカップ | Fカップ | Gカップ |
| ------------------ | ------- | ------- | ------- | ------- | ------- | ------- | ------- |
| 1980年（昭和55年） | 58.6%   | 25.2%   | 11.7%   | 4.5%    | -       | -       | -       |
| 1990年（平成2年）  | 32.3%   | 30.5%   | 21.4%   | 10.0%   | 5.6%    | 0.2%    | -       |
| 1992年（平成4年）  | 25.9%   | 28.3%   | 24.1%   | 12.8%   | 7.8%    | 1.1%    | -       |
| 1996年（平成8年）  | 23.8%   | 34.2%   | 23.9%   | 11.7%   | 4.4%    | 1.8%    | 0.2%    |
| 2004年（平成16年） | 10.2%   | 27.8%   | 27.8%   | 21.5%   | 10.0%   | 2.1%    | 0.6%    |
| 2014年（平成26年） | 5.3%    | 20.5%   | 26.3%   | 24.1%   | 16.2%   | 6.0%    | 1.6%    |

2012年の調査では、「Aカップが最も人気がある」という都道府県が半数を超えた。このような貧乳を愛好する男性は、インターネット上で「ヒンヌー教」という架空の宗教（冗談宗教）の教徒を名乗る。

### ヨーロッパ

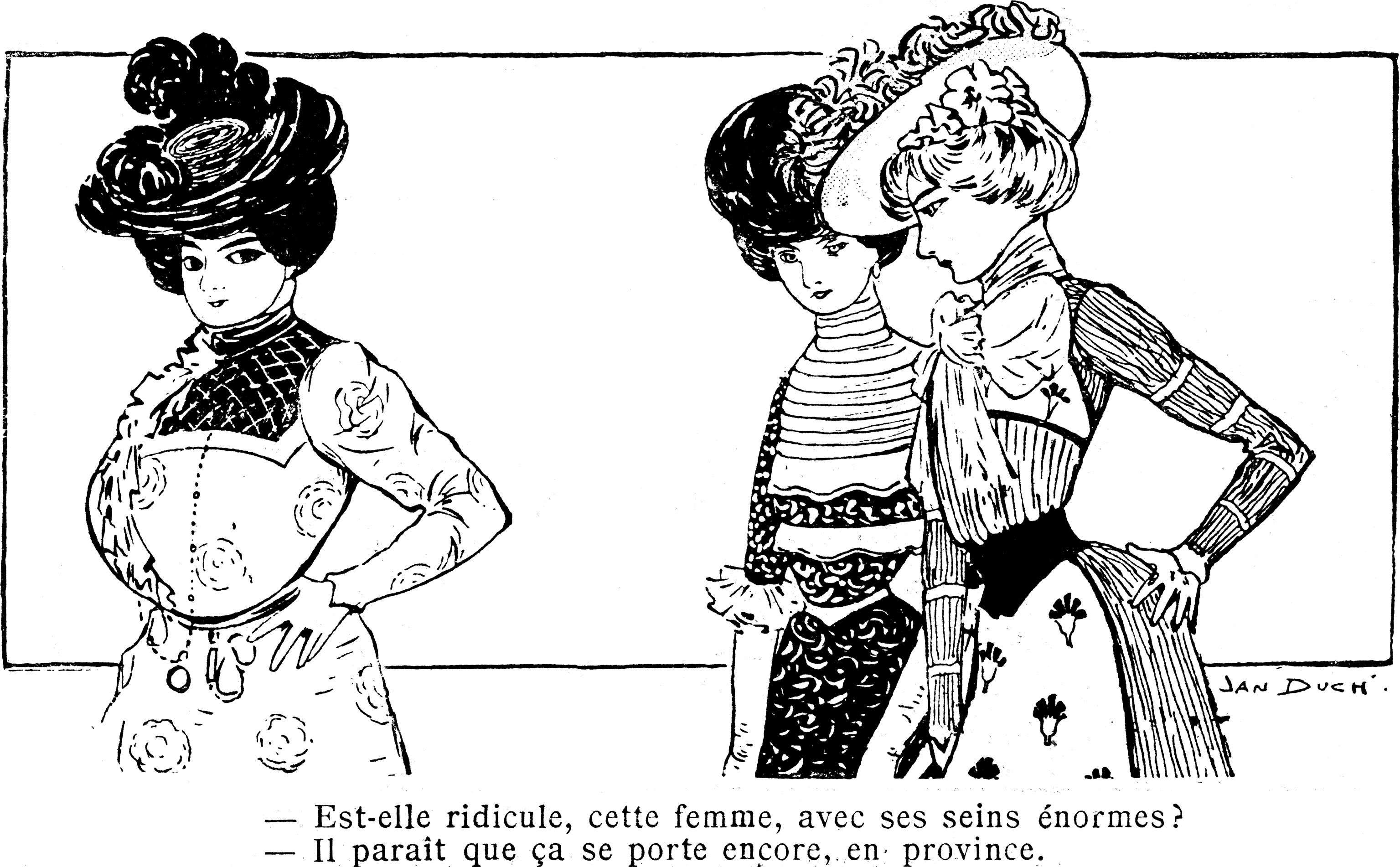
20世紀初頭のフランスなどの一部の社会では、未発達の乳房を理想化している。この1900年のフランスの漫画では、2人の貧乳の女性がこのファッションに合っていないことで巨乳の女性を批判している。

キリスト教の影響下にある5-10世紀のヨーロッパでは、胸の膨らみははしたないものとされ、バストやウェストを締め上げ胸の膨らみを抑える「コルセット」の誕生につながる。性は淫らなもの＝悪という発想から、女性は貧弱な肉体の方が尊ばれた。胸の谷間を「悪魔の隠れ家」と呼んだこともあった。また、当時薬草として広く使用されていた毒ニンジンであるが、少女のうちから胸に塗布していれば成長後も乳房が硬いままであるとされた。巨乳が女性の美しさとして評価の対象になっていないという時代背景を考えると、一種の美容薬と言える。

### 中国
中国では伝統的に、乳房は束縛されることで価値を与えられてきた（cf.纏足）。抹胸（まっきょう）、小馬甲（しょうばこう）、肚兜（ととう）など、膨らみを押さえて平らにする下着が奨励されていた。1949年の中華人民共和国成立以降でも、女の肉体を強調するのは憚られ、少女たちは胸を平らにすることを自らに強いた（特に文化大革命の時期。ただし具体的手段不明）。文革の終息した1980年代以降は、ブラジャーも一般に市販されている。

### ロシア
ロシアでは否定的に見られており貧乳に相当するロシア語плоскогрудыйがある。
アレクサンドラ・コロンタイの小説ヴァシリーサ・マルイギナの題名でもあり主人公でもあるヴァシリーサ・マルイギナが不細工で貧乳と作中に書かれているのを初めロシア文学には貧乳は醜い女性を描写するときの定番の表現として登場している。

## その他

### 貧乳の意味
本来はサイズの小さな乳房を貧乳と呼ぶが、バストサイズの大小に関わらず、乳房のデザインに華が無く貧相であるとして貧乳と呼ぶ例もあり、その意味するところはまちまちである。

### 乳がんとの相関
乳がんの「発生率」に巨乳・貧乳は関係ないとする医師の見解はある。ただし、巨乳の場合早期発見が難しく、発見されたときには手遅れになっているというリスクは存在する。実際、乳がんによる「死亡率」の研究では、貧乳の方が死亡率が低いという報告もある。

## 貧乳をテーマにした作品
- ペチャパイ - 日本のフォークデュオ、ブリーフ&トランクスの楽曲。作詞：伊藤多賀之・マリモラッコ、作曲：伊藤多賀之。
- ペチャパイブギ - 日本の男性アイドルグループ、ずうとるびの楽曲。作詞・作曲：山田隆夫。
- ぺたふぇち。 - 貧乳をテーマにした漫画シリーズ。

## 関連事項
- バスト - 胸の谷間
- 乳房に関するフェティシズム
- 乳房
- 巨乳 - 対照的存在
- ブラジャー - カップのサイズ表を参照
- 目玉焼き - 英語の俗語（主にオーストラリア）で貧乳をfried eggと呼ぶ。